# Am Bodach
Am Bodach (wymowa gaelicka: [əmˈpɔt̪əx]) – szczyt w paśmie Mamores, w Grampianach Zachodnich. Leży w Szkocji, w regionie Highland. 